# Ганна Рід
Ганна Альбертіна Рід (12 лютого 1891 , Adolf Fredriks parishd, лен Стокгольм і Стокгольм  — 29 червня 1964 , Johannes parishd, лен Стокгольм і Стокгольм ) — шведська археологиня, феміністка і політична діячка від Ліберальної народної партії, депутатка Риксдагу (1943—1944), третя очільниця Міжнародного альянсу жінок (1946—1952).

## Біографія
Ганна Рід народилася 1891 року в Стокгольмі в сім'ї режисера Йохана Альберта Ріда та Матильди Йозефіни Вестлунд. У 1919 році вона одружилася з колегою-археологом Брором Шнітгером (1882—1924). Після його смерті одружилася у 1929 році з Мортімером Мунком аф Розеншольдом (1887—1942), який обіймав посаду губернатора Ємтланд-Хер'єдалена (1931—1938).

### Наукова діяльність
Ганна Рід була ученицею Валлінської школи в Стокгольмі і продовжувала вивчати археологію в Стокгольмському університеті, який закінчила за спеціальністю «Історія літератури, археологія та мистецтвознавство» в 1915 році. У травні 1919 року вона подала свою докторську дисертацію в Уппсальський університет. З 1916 по 1930 роки вона з чоловіком проводила археологічні розкопки в Адельсе, а з 1917 по 1921 роки в Єстрікланді. У 1922 році вона отримала грант на дослідження від Міжнародної федерації студенток. На запитання, чи варто їй давати стипендію, оскільки вона щойно стала матір'ю, вона відповіла: «народження мого сина не має значення», на що звернули увагу в усьому світі. У 1924—1925 роках вона тимчасово працювала в Національному музеї старожитностей в Сен-Жермен-ан-Ле.
Окрім активної археологічної діяльності, Рід публікувала статті в багатьох науково-популярних журналах. Приблизно під час закінчення університету, одруження та початку професійної діяльності в 1919 році жінки в Швеції лише нещодавно досягли рівних прав з чоловіками, що було метою жіночого руху з моменту його зародження півстоліття тому. Нова мета шведського фемінізму полягала у використанні цих прав, протистоянні традиційним гендерним упередженням і доведенню помилок тих, хто сумнівалися, що жінки зможуть впоратися зі своєю новою роллю в суспільстві.
Ганна Рід стала прикладом та зразком для наслідування «нової жінки», яка могла скористатися своїми правами як професійної публічної особи і все ще залишатися одруженою жінкою з сім'єю, що вона продемонструвала, зокрема, під час перебування свого другого чоловіка на посаді губернатора в 1931—1938 роках, коли вона виконувала всі суспільно-представницькі обов'язки тодішньої дружини губернатора, водночас будучи всесвітньо визнаною професіоналкою-науковицею міжнародного рівня.

### Громадська діяльність
Ганна Рід також була соціальною реформаторкою. Спочатку вона була обрана до центрального комітету Шведської студентської асоціації поміркованості (Sveriges studerande ungdoms helnykterhetsförbund) або SSUH у 1909—1914 роках. Вона також входила до складу правління Sveriges Husmodersföreningars riksförbund у 1936—1941 рр., обиралася головою Fredrika-Bremer-förbundet у 1937—1949 рр., другою заступницею голови Фінського товариства допомоги (Centrala Finland Relief Society (Centrala Finland), віцепрезидентом Міжнародного альянсу жінок (International Alliance of Women) у 1939—1946 рр., членкинею комісії з питань дому та сім'ї в 1941 р., 3-й президентом Міжнародного альянсу жінок з 1946 по 1952 рр.
Ганна Рід також обиралась депутаткою від Ліберальної партії у другій палаті парламенту Швеції від Стокгольма в 1943—1944 роках. На посаді депутатки вона зосередилася на питаннях, пов'язаних з роботою державних службовиць-жінок.
У 1936 році вона була нагороджена шведською королівською медаллю Illis Quorum.

## Вибрані твори
- 1930 — Адельсе (Стокгольм: Wahlström & Widstrand i kommission)
- 1948 — Jämtland och Härjedalen (Упсала: Ліндблад)